# Jahja, almohadski kalif
Jahja al-Mu`tasim (arapski أبو زكرياء المعتصم يحي بن الناصر‎, Abū Zakarīyā' Al-Mu`taṣim Yaḥyā ibn An-Nāṣir) bio je almohadski kalif Maroka koji je vladao od 1227. do 1229. Njegov je otac bio kalif Muhamed al-Nasir, a brat Jusuf II.
Nakon smrti svog strica i suparnika Abdallaha al-Adila, Jahja je postao kalif te je imao potporu šeika Marrakecha, ali je 1229. svrgnut u korist drugog strica, Idrisa al-Ma'muna. Nakon što je ovaj umro, Jahja je pokušao zavladati, ali nije uspio. Umro je 1236., kad je vladao Abd al-Wahid II.